# Galmo Williams
Oliver Galmo Williams, né le 2 février 1966, est un homme politique des Îles Turques-et-Caïques, Premier ministre des Îles Turques-et-Caïques entre mars et août 2009.